# Аллея спортивной славы

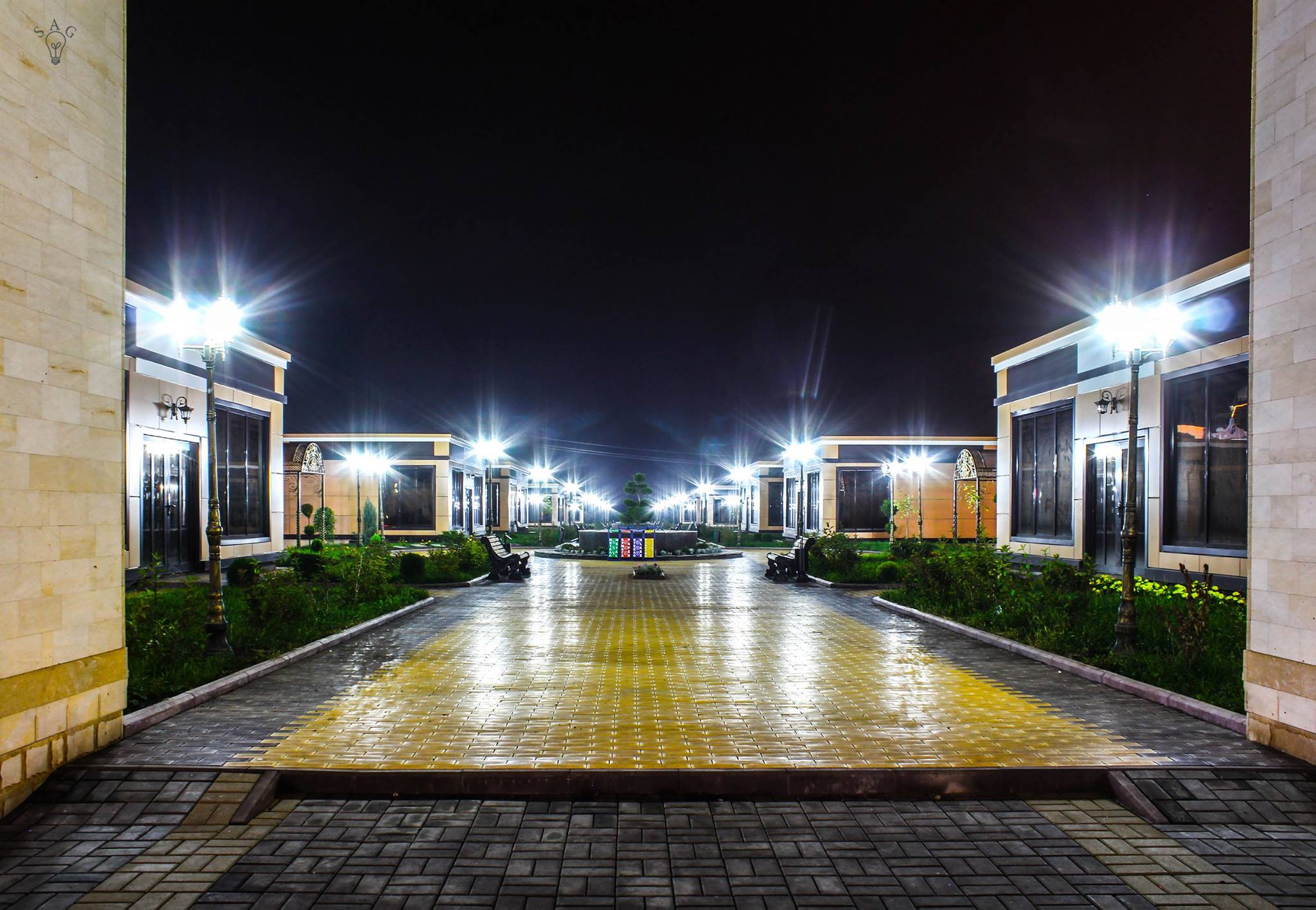
Аллея спортивной славы ночью.

Аллея спортивной славы — аллея, посвященная памяти прославленных российских и ингушских спортсменов. Находится в столице Республики Ингушетия — городе Магас. Протягивается с запада на восток от проспекта Идриса Зязикова и выходит на набережную Сунжи.
Создана в 2015 году по инициативе мэра Магаса Беслана Цечоева. На аллее установлены именные таблички призёров Олимпийских игр и чемпионов мира.

## Список спортсменов, упомянутых на аллее
- Евлоев, Ваха Суламбекович
- Касатонов, Алексей Викторович
- Котиев, Ахмед Якубович
- Кудин, Алексей Александрович
- Михайлов, Борис Петрович
- Чахкиев, Рахим Русланович
- Якушев, Александр Сергеевич
- Халмурзаев, Хасан Магометович